# 有国三知男
有国 三知男（ありくに みちお、1966年5月22日 - ）は、日本の実業家。スルガ銀行元代表取締役会長、元代表取締役社長。

## 人物・経歴
1966年、静岡県生まれ。立教大学経済学部卒。1989年スルガ銀行入社。経営企画部コンプライアンス部長などを経て2016年6月から取締役。2018年9月代表取締役社長、2020年4月会長就任。